# Hornomísečská skála
Hornomísečská skála je svorová skála na jihozápadním svahu hory Medvědín v Krkonoších, nad Horními Mísečkami. Leží u  dolní stanice lyžařského vleku z Horních Míseček na Medvědín, asi 2,5 km západo-severozápadně od Špindlerova Mlýna.

## Přístup
Kolem skály vede červeně značená Bucharova cesta, přicházející od jihu po Žalském hřbetu a pokračující na severozápad k Vrbatově boudě a dál k prameni Labe. Severně od skály stojí dolní stanice lyžařského vleku, západně od skály vysílač mobilních operátorů. Na vrchol skály nevedou žádné schody apod., ale za sucha se na ni dá celkem snadno vylézt.